# شعينة
الشعينة قرية سوريّة تتبع إداريّاً لمحافظة حلب منطقة جرابلس ناحية غندورة، بلغ تعداد سكانها 924 نسمة حسب التعداد السكاني لعام 2004.